# Bretoncelles
Bretoncelles település Franciaországban, Orne megyében. Lakosainak száma 1462 fő (2022. január 1.). Bretoncelles La Madeleine-Bouvet, Meaucé, Saint-Victor-de-Buthon, Vaupillon, Sablons-sur-Huisne, Moutiers-au-Perche, Le Pas-Saint-l’Homer, Saint-Germain-des-Grois és Rémalard en Perche községekkel határos.

## Népesség
A település népességének változása:
| Lakosok száma | 1446 | 1464 | 1503 | 1487 | 1483 | 1478 | 1475 | 1469 | 1462 |
|               | 2013 | 2015 | 2016 | 2017 | 2018 | 2019 | 2020 | 2021 | 2022 |